# Achille Pizziolo
Achille Pizziolo (Castellammare Adriatico, 15 dicembre 1897 – Firenze, 20 maggio 1977) è stato un arbitro di calcio italiano.

## Carriera
Abruzzese di Castellammare Adriatico (oggi Pescara), prese la tessera nel 1928.
Per dodici stagioni è stato un arbitro di Serie A quale aderente al "Gruppo Fiorentino Arbitri". La Sezione gli attribuisce 124 partite arbitrate in Serie A senza conteggiare la Coppa Italia, non distinguendo dalle 116 del girone unico e le rimanenti della stagione 1945-1946 che sono state quantificate in 8 da un unico libro a stampa.
Aveva esordito a Roma dirigendo la partita Roma-Triestina (4-0) del 2 ottobre 1932.

Ha chiuso la sua carriera arbitrale a Torino il 29 giugno 1947 dirigendo Torino-Milan (6-2).